# Jean-Christian Michel
Jean-Christian Michel (...) è un compositore e clarinettista francese.
Jean-Christian Michel è un compositore e clarinettista francese, grande precursore del riavvicinamento tra jazz e musica classica.
Jean-Christian Michel è apparso pubblicamente solo dopo la sua formazione come chirurgo nel 1970. È stato ispirato dalla musica sacra di Johann Sebastian Bach e dal sofisticato jazz europeo. Suona le sue composizioni e adattamenti al clarinetto nelle chiese. Jean-Christian Michel si è sempre circondato di musicisti jazz competenti come Kenny Clarke, che ha suonato con lui per 10 anni. Si è anche esibito con il batterista Daniel Humair e il bassista Guy Pedersen e Henri Texier.
Compositore in Sacem dal 1967, è stato nominato membro permanente nel 1974 e ha ricevuto la medaglia per il suo 50º compleanno nel 2016.
Nel 1969, Jean-Christian Michel ha preso i primi tre posti nella classifica delle vendite di dischi in Francia. Durante la sua carriera ha ricevuto dieci dischi d'oro e di platino.
Jean-Christian Michel ha ricevuto il premio "Sciences and Culture" dalla Sorbona di Parigi nel 1986 da una giuria composta da sei premi Nobel.

## Discografia
- Requiem
- Aranjuez
- Musique Sacrée (con Kenny Clarke)
- Crucifixus
- JQM (con Kenny Clarke)
- Le Cœur des Étoiles (con Daniel Humair)
- Vision d'Ézéchiel (con Daniel Humair)
- Ouverture Spatiale (con Kenny Clarke)
- Ève des Origines (con Kenny Clarke)
- Port-Maria (con Kenny Clarke)
- Musique de Lumière (con Daniel Humair)
- Jean-Christian Michel en Concert
- Vif-Obscur
- Les Années-Lumière
- Les Cathédrales de Lumière
- Aranjuez - 2004
- Portail de l'Espace - 2005
- Bach Transcriptions - 2006
- Live Concert - 2007
- Requiem - Nouveaux arrangements - 2008